# گاوسفید بزرگ
گاوسفید بزرگ، روستایی است از توابع بخش ریگ شهرستان گناوه استان بوشهر ایران.

## جمعیت
این روستا در دهستان رودحله قرار دارد و بر اساس سرشماری سال ۱۳۸۵ آمار رسمی جمعیت آن ۳۴۷نفر (۷۸خانوار) می‌باشد.